# Caves (Aude)
Caves is een gemeente in het Franse departement Aude (regio Occitanie) en telt 357 inwoners (1999). De plaats maakt deel uit van het arrondissement Narbonne.

## Geografie
De oppervlakte van Caves bedraagt 9,0 km², de bevolkingsdichtheid is 39,7 inwoners per km².
De onderstaande kaart toont de ligging van Caves (Aude) met de belangrijkste infrastructuur en aangrenzende gemeenten.

## Demografie
Onderstaande figuur toont het verloop van het inwonertal (bron: INSEE-tellingen).

Vanwege een beveiligingsprobleem met de MediaWiki Graph-software is het momenteel niet mogelijk deze grafiek weer te geven. Zodra de software is bijgewerkt zal de grafiek vanzelf weer zichtbaar worden.